# Torneio Início de Pernambuco
O Torneio Início de Pernambuco, também conhecido como Torneio Início, anteriormente chamado de Festival Sportivo foi um torneio de futebol, no estado de Pernambuco e promovido durante muitos anos (1916 a 1981), em parceria entra a Liga Pernambucana de Desportos Terrestres — (LPDT) e a Associação dos Cronistas Desportivos de Pernambuco — (ACDP). A competição tinha como objetivo final, estimular o comparecimento do público nos estádios e com isso, sorteava brindes entre as partidas. Em troca da promoção, tinha direito de ficar com toda a renda apurada na bilheteria.
Consistia em confrontos, numa tarde só, entre todos os times que disputariam o Campeonato Pernambucano. Servia como preparação e apresentação dos plantéis às torcidas. O regulamento estabelecia que o tempo de cada partida seria de 20 minutos, dividido em duas partes iguais, sem descanso, apenas mudando de lado. Caso houvesse empate, seria o jogo prorrogado por tempo indeterminado, por períodos de 10 minutos, terminando logo que houvesse um gol ou um escanteio em favor de um dos competidores, denominado vencedor da partida.
Com o passar dos anos, os critérios foram sendo modificados. O corner passou a não mais influir e quando uma partida terminava empatada, era decidida na cobrança de 5 pênaltis para cada equipe.

## História

### Antecedentes (1916)
Inicialmente o Torneio Início era conhecido e chamado como “Festival Sportivo”, de 1916 até 1918  e foi ao lado do Campeonato Pernambucano os principais torneios promovidos pela Liga Sportiva Pernambucana.
Em 1919, a Liga Pernambucana de Desportos Terrestres (LPDT), a precursora da FPF, batizou o torneio como “Torneio Initium”, como forma de confraternização entre os clubes filiados no início da temporada. A ideia começava a ganhar corpo no país, com o Rio de Janeiro realizando o evento desde 1916. No tal ‘festival da liga’, os times seriam apresentados ao público, um a um, num campo de futebol. Após o desfile, com direito à escolha da melhor apresentação, a disputa de um rápido torneio, jogado em uma tarde com a participação de todas as equipes da primeira divisão. O Torneio Início ocorria integralmente em um estádio, de 3h a 6h de duração. Ao longo dos anos, passou pelos principais campos do Recife, como Avenida Malaquias, Campo da Jaqueira, Aflitos, Ilha do Retiro e Estádio do Arruda.
O formato consistia em eliminatórias com jogos únicos, boa parte a partir das quartas de final. Devido ao número flutuante de participantes, teve time largando já na semifinal em alguns anos. O tempo de jogo seguia a regra básica de 20 minutos (dois tempos de 10), mas houve evolução. No fim dos anos 1940, a final tinha 30 minutos. Nos anos 1950, a decisão passou a ter 40. Em 1967, houve uma prorrogação de 20 minutos, com a final chegando a uma hora.
O critério de desempate, era um pouco confuso. Devido ao pouco tempo de jogo, nas duas primeiras décadas avançava o clube com mais escanteios a favor. Em 1948 já havia a disputa de pênaltis, mas com uma particularidade: cada time indicava um jogador, responsável pelas 5 cobranças. O torneio passou a ser organizado pela federação em parceria com a Associação de Cronistas Desportivos (ACDP). Havia troféu para o campeão, para o vice e para o melhor desfile, além de homenagens pontuais. Com a rápida aceitação e popularidade do torneio, havia Torneio Início para os juvenis (Sub-20), em 1975 e para a divisão suburbana.
A última edição foi realizada no Arruda, em 1981, com apenas 5.002 pagantes. Em 14 de abril de 1982, o então presidente da FPF, Dilson Cavalcanti, apresentou a proposta de extinção no conselho arbitral, deixando a decisão com a FPF. E foi na última edição, que ocorreu a única final entre dois times do interior, envolvendo as cidades de Caruaru (Atlético) e Serra Talhada (Comercial).

## Campeões
| Edição | Ano  | Campeão                   | Vice-campeão               | Terceiro colocado | Quarto colocado |
| ------ | ---- | ------------------------- | -------------------------- | ----------------- | --------------- |
|        | 1916 | Santa Cruz (1)            | América-PE                 |                   |                 |
|        | 1917 | Sport Club Flamengo       | Sport                      |                   |                 |
|        | 1918 | América-PE                | Sport                      |                   |                 |
| 1ª     | 1919 | Santa Cruz (1)            | Náutico                    | Não informados    | Não informados  |
| 2ª     | 1920 | Sport (1)                 | Sport Club Flamengo        | Não informados    | Não informados  |
| 3ª     | 1921 | América-PE (1)            | Náutico                    | Não informados    | Não informados  |
| 4ª     | 1922 | Torre (1)                 | América-PE                 | Não informados    | Não informados  |
| 5ª     | 1923 | Sport (2)                 | Santa Cruz                 | Não informados    | Não informados  |
| 6ª     | 1924 | Sport (3)                 | Sport Club Flamengo        | Não informados    | Não informados  |
| 7ª     | 1925 | Sport (4)                 | Torre                      | Não informados    | Não informados  |
| 8ª     | 1926 | Santa Cruz (2)            | Sport Club Flamengo        | Não informados    | Não informados  |
| 9ª     | 1927 | Sport (5)                 | Sport Club Flamengo        | Não informados    | Não informados  |
| 10ª    | 1928 | Sport (6)                 | Torre                      | Não informados    | Não informados  |
| 11ª    | 1929 | Torre (2)                 | Santa Cruz                 | Não informados    | Não informados  |
| 12ª    | 1930 | América-PE (2)            | Náutico                    | Não informados    | Não informados  |
| 13ª    | 1931 | América-PE (3)            | Torre                      | Não informados    | Não informados  |
| 14ª    | 1932 | Sport (7)                 | Torre                      | Não informados    | Não informados  |
| 15ª    | 1933 | Náutico (1)               | Club Sportivo Encruzilhada | Não informados    | Não informados  |
| 16ª    | 1934 | América-PE (4)            | Club Sportivo Encruzilhada | Não informados    | Não informados  |
| 17ª    | 1935 | Sport (8)                 | Santa Cruz                 | Não informados    | Não informados  |
| 18ª    | 1936 | América-PE (5)            | Santa Cruz                 | Não informados    | Não informados  |
| 19ª    | 1937 | Santa Cruz (3)            | Tramways                   | Não informados    | Não informados  |
| 20ª    | 1938 | América-PE (6)            | Sport                      | Não informados    | Não informados  |
| 21ª    | 1939 | Santa Cruz (4)            | Tramways                   | Não informados    | Não informados  |
| 22ª    | 1940 | Sport (9)                 | Náutico                    | Não informados    | Não informados  |
| 23ª    | 1941 | América-PE (7)            | Náutico                    | Não informados    | Não informados  |
| 24ª    | 1942 | Náutico (2)               | Sport                      | Não informados    | Não informados  |
| 25ª    | 1943 | América-PE (8)            | Great Western              | Não informados    | Não informados  |
| 26ª    | 1944 | Náutico (3)               | Portela                    | Não informados    | Não informados  |
| 27ª    | 1945 | Sport (10)                | Portela                    | Não informados    | Não informados  |
| 28ª    | 1946 | Santa Cruz (4)            | Sport                      | Não informados    | Não informados  |
| 29ª    | 1947 | Santa Cruz (5)            | América-PE                 | Não informados    | Não informados  |
| 30ª    | 1948 | Íbis (1)                  | Náutico                    | Não informados    | Não informados  |
| 31ª    | 1949 | Náutico (4)               | Santa Cruz                 | Não informados    | Não informados  |
| 32ª    | 1950 | Íbis (2)                  | Santa Cruz                 | Não informados    | Não informados  |
| 33ª    | 1951 | Auto Esporte (1)          | América-PE                 | Não informados    | Não informados  |
| 34ª    | 1952 | Náutico (5)               | América-PE                 | Não informados    | Não informados  |
| 35ª    | 1953 | Náutico (6)               | Santa Cruz                 | Não informados    | Não informados  |
| 36ª    | 1954 | Santa Cruz (6)            | Sport                      | Não informados    | Não informados  |
| 37ª    | 1955 | América-PE (9)            | Náutico                    | Não informados    | Não informados  |
| 38ª    | 1956 | Santa Cruz (7)            | Auto Esporte               | Não informados    | Não informados  |
| 39ª    | 1957 | Sport (11)                | América-PE                 | Não informados    | Não informados  |
| 40ª    | 1958 | Sport (12)                | Santa Cruz                 | Não informados    | Não informados  |
| 41ª    | 1959 | Sport (13)                | Santa Cruz                 | Não informados    | Não informados  |
| 42ª    | 1960 | Sport (14)                | Santa Cruz                 | Não informados    | Não informados  |
| 43ª    | 1961 | Ferroviário do Recife (1) | Asas                       | Não informados    | Não informados  |
| 44ª    | 1962 | Náutico (7)               | Sport                      | Não informados    | Não informados  |
| 45ª    | 1963 | Náutico (8)               | Santa Cruz                 | Não informados    | Não informados  |
| 46ª    | 1964 | Náutico (9)               | Santa Cruz                 | Não informados    | Não informados  |
| 47ª    | 1965 | Náutico (10)              | América-PE                 | Não informados    | Não informados  |
| 48ª    | 1966 | Sport (15)                | Santa Cruz                 | Não informados    | Não informados  |
| 49ª    | 1967 | América-PE (10)           | Sport                      | Não informados    | Não informados  |
| 50ª    | 1968 | Sport (16)                | América-PE                 | Não informados    | Não informados  |
| 51ª    | 1969 | Santa Cruz (8)            | Sport                      | Não informados    | Não informados  |
| 52ª    | 1970 | América-PE (11)           | Íbis                       | Não informados    | Não informados  |
| 53ª    | 1971 | Santa Cruz (9)            | Náutico                    | Não informados    | Não informados  |
| 54ª    | 1972 | Santa Cruz (10)           | Sport                      | Não informados    | Não informados  |
| 55ª    | 1973 | Central (1)               | Ferroviário do Recife      | Não informados    | Não informados  |
| 56ª    | 1974 | Sport (17)                | Náutico                    | Não informados    | Não informados  |
| 57ª    | 1975 | Náutico (11)              | Ferroviário do Recife      | Não informados    | Não informados  |
| 58ª    | 1976 | Santa Cruz (11)           | Náutico                    | Não informados    | Não informados  |
| 59ª    | 1977 | Sport (18)                | Esporre Caruaru            | Não informados    | Não informados  |
| 60ª    | 1978 | Náutico (12)              | Central                    | Não informados    | Não informados  |
| 61ª    | 1979 | Náutico (13)              | Santo Amaro                | Não informados    | Não informados  |
| 62ª    | 1980 | Náutico (14)              | Santo Amaro                | Não informados    | Não informados  |
| 63ª    | 1981 | Atlético de Caruaru (1)   | Comercial de Serra Talhada | Não informados    | Não informados  |

### Por clube
A primeira edição do Torneio Início definiu o Santa Cruz como o primeiro clube a ser intitulado campeão. A seguir, uma lista com os campeões do torneio, até sua última edição m 1963.
| Clube               | Campeão | Anos do Títulos                                                                                             | Vice | Anos dos Vices                                                               |
| ------------------- | ------- | --- | ---- | ---------------------------------------------------------------------------- |
| Sport (Recife)      | 18      | 1920, 1923, 1924, 1925, 1927, 1928, 1932, 1935, 1940, 1945, 1957, 1958, 1959, 1960, 1966, 1968, 1974, 1977, | 8    | 1917, 1918, 1938, 1942, 1946,1954, 1962, 1972                                |
| Náutico (Recife)    | 14      | 1942, 1944, 1949, 1952, 1953, 1962, 1963, 1964, 1965, 1975, 1978, 1979, 1980                                | 9    | 1919, 1921, 1930, 1940, 1941, 1955, 1971, 1974, 1976                         |
| Santa Cruz (Recife) | 13      | 1916, 1919, 1926, 1937, 1939, 1946, 1947, 1954, 1956, 1969, 1971, 1972, 1976                                | 13   | 1923, 1929, 1935, 1936, 1949, 1950, 1953, 1958, 1959, 1960, 1963, 1964, 1966 |
| América-PE (Recife) | 12      | 1918, 1921, 1930, 1931, 1934, 1936, 1938, 1941, 1943, 1955, 1967, 1970                                      | 8    | 1916, 1922, 1947, 1951, 1952, 1957, 1965, 1968                               |
| Íbis (Paulista)     | 2       | 1948, 1950                                                                                                  | 0    |                                                                              |
| Torre (Recife)      | 2       | 1922, 1929                                                                                                  | 4    | 1925, 1928, 1931, 1932                                                       |

| Flamengo (Recife) | 1916 |

### Por Cidade
Entre parenteses (), número de clubes.
| Cidade   | Títulos | Vices   |
| -------- | ------- | ------- |
| Recife   | 62 (8)  | 54 (8)  |
| Caruaru  | 02 (02) | 02 (02) |
| Paulista | 02 (01) | 0 (0)   |